# فاجرانت ستوري
فاجرانت ستوري (بالإنجليزية: Vagrant Story)‏ (باليابانية:ベイグラントストーリー) ، هي لعبة فيديو إلكترونية من نوع مغامرات ولعبة المواجهة مع العدو وحل الألغاز، أنتجت من قبل شركة سكوير سوفت اليابانية سنة 2000م.

## قصة اللعبة
تدور القصة حول المكان يعرف إيفلنس (Ivalice) ، وبالتحديد في مدينة ليا موند (بالفرنسية:Leá Monde) والتي تتبع مملكة فاليدنيا، وذلك في زمن العصور الوسطى ، يبدأ بطل اللعبة سيدني لوستاروت بالانتقام من مقتل زوجته وابنه الصغير.

## وصلات خارجية
- فاجرانت ستوري على موقع IMDb (الإنجليزية)

- معلومات عامة عن فاجرانت ستوري باللغة اليابانية.
- فاجرانت ستوري من موقع MobyGames للمعلومات الموثوقة عن ألعاب الفيديو.